# خروج قطار أوهايو عن مساره 2023
في 3 فبراير 2023، خرج قطار شحن يحمل كلوريد الفينيل، بوتيل أكريليت، إيثيل هكسيل أكريلات، وإيثيلين 2-بوتوكسي إيثانول عن مساره على طول خط نورفولك الجنوبي للسكك الحديدية في شرق فلسطين، أوهايو، الولايات المتحدة. أجرت أطقم الطوارئ عملية حرق محكوم في التسرب بناءً على طلب مسؤولي الدولة، مما أدى إلى إطلاق كلوريد الهيدروجين والفوسجين في الهواء. نتيجة لذلك، تم إجلاء السكان داخل دائرة نصف قطرها 1 ميل (1.6 كم)، وبدأت الاستجابة للطوارئ من الوكالات عبر ثلاث ولايات. نشرت وكالة حماية البيئة قائمة قدمتها نورفولك الجنوبية والتي وثقت حمولة كل عربة، ونوع العربة، ونوع الخطر (إن وجد) المرتبط بمحتويات كل عربة، وكذلك مدى تأثر كل عربة من عربات القطار العشرين بالانحراف عن السكة. تم إطلاق كلوريد الفينيل الموجود في صهاريج متعددة وإحراقه بطريقة خاضعة للرقابة لمنع حدوث انفجار أكثر خطورة.

## خلفية
كان القطار الذي خرج عن مساره هو قطار نورفولك الجنوبي للشحن، والذي يتكون من ثلاث قاطرات يقودها ES44AC # 8152، وتسع عربات فارغة، و141 عربة محملة. كان القطار يعمل من اتحاد السكك الحديدية الطرفية في ساحة سانت لويس في ماديسون، إلينوي، إلى كونواي يارد في نورفولك الجنوبي في كونواي، بنسيلفانيا.

### الفرامل
في عام 2014، أصدر الكونجرس قانون تحسين سلامة السكك الحديدية الذي يتطلب مكابح تعمل بالهواء المضغوط يتم التحكم فيها إلكترونيًا (ECP) للقطارات "شديدة الخطورة القابلة للاشتعال". لم يكن القطار الذي خرج عن مساره مزودًا بمكابح ECP، والتي قال المسؤول السابق في الإدارة الفيدرالية للسكك الحديدية ستيفن ديتمير إنها كانت ستخفف من حدة الحادث. ضعفت تشريعات 2014 عندما نجحت صناعات السكك الحديدية في الضغط على الكونغرس في عام 2017 بأكثر من 6 ملايين دولار وأكثر من 3 ملايين دولار في الحملات الجمهورية والديمقراطية، على التوالي، لإلغاء اللوائح التي تتطلب استخدام مثل هذه المكابح في القطارات التي تحمل مواد خطرة.
صرحت إدارة سلامة خطوط الأنابيب والمواد الخطرة التابعة لوزارة النقل الأمريكية (PHMSA) أن قانون FAST طالبهم بدلاً من ذلك بإلغاء تفويضات فرامل ECP، بعد أن ذكر تقرير تحليل الأثر التشريعي أن "التكاليف المتوقعة لفرامل ECP أعلى بكثير من الفائدة المتوقعة" في عام 2018. تراجعت إدارة ترامب عن شرط الفرامل التي يتم التحكم فيها إلكترونيًا في سبتمبر 2018. أوصى NTSB بهذه التقنية لجميع القطارات.
ونتيجة لذلك، لم يستوف القطار الذي خرج عن مساره مؤهلات قطار "شديد الخطورة سريع الاشتعال"، وبالتالي لم يتأثر بتشريع 2014 أو بإلغائه لعام 2017.

## انحراف
حوالي الساعة 8:55 مساءً بتوقيت شرق الولايات المتحدة في 3 فبراير 2023، خرج ما يقرب من 50 عربة عن مسارها في شرق فلسطين، وهي قرية بالقرب من حدود أوهايو بنسلفانيا ويبلغ عدد سكانها 4800 نسمة. ومن بين 141 عربة في القطار، كانت 20 عربة تحمل مواد خطرة، 14 منها تحمل كلوريد الفاينيل. تشتمل المواد الكيميائية الأخرى الموجودة على بوتيل أكريلات، إيثيل هكسيل أكريلات، 2-بوتوكسي إيثانول، أيزوبوتيلين، سوائل قابلة للاحتراق، وبقايا بنزين. أبلغ نورفولك ساذرن وكالة حماية البيئة أن العربات التي تحتوي على أكريليت البوتيل وإيثيل هكسيل أكريليت تم اختراقها في الحادث.
بعد حوالي 48 ساعة، أصدر المجلس الوطني لسلامة النقل نتائج أولية تشير إلى أن الانحراف كان ناتجًا عن مشكلة ميكانيكية في إحدى شاحنات السكك الحديدية، والتي قد تكون مرتبطة بالتقارير التي تشير إلى أن محورًا كان يلقي شرارات قبل حوالي ساعة.

## رد طارئ

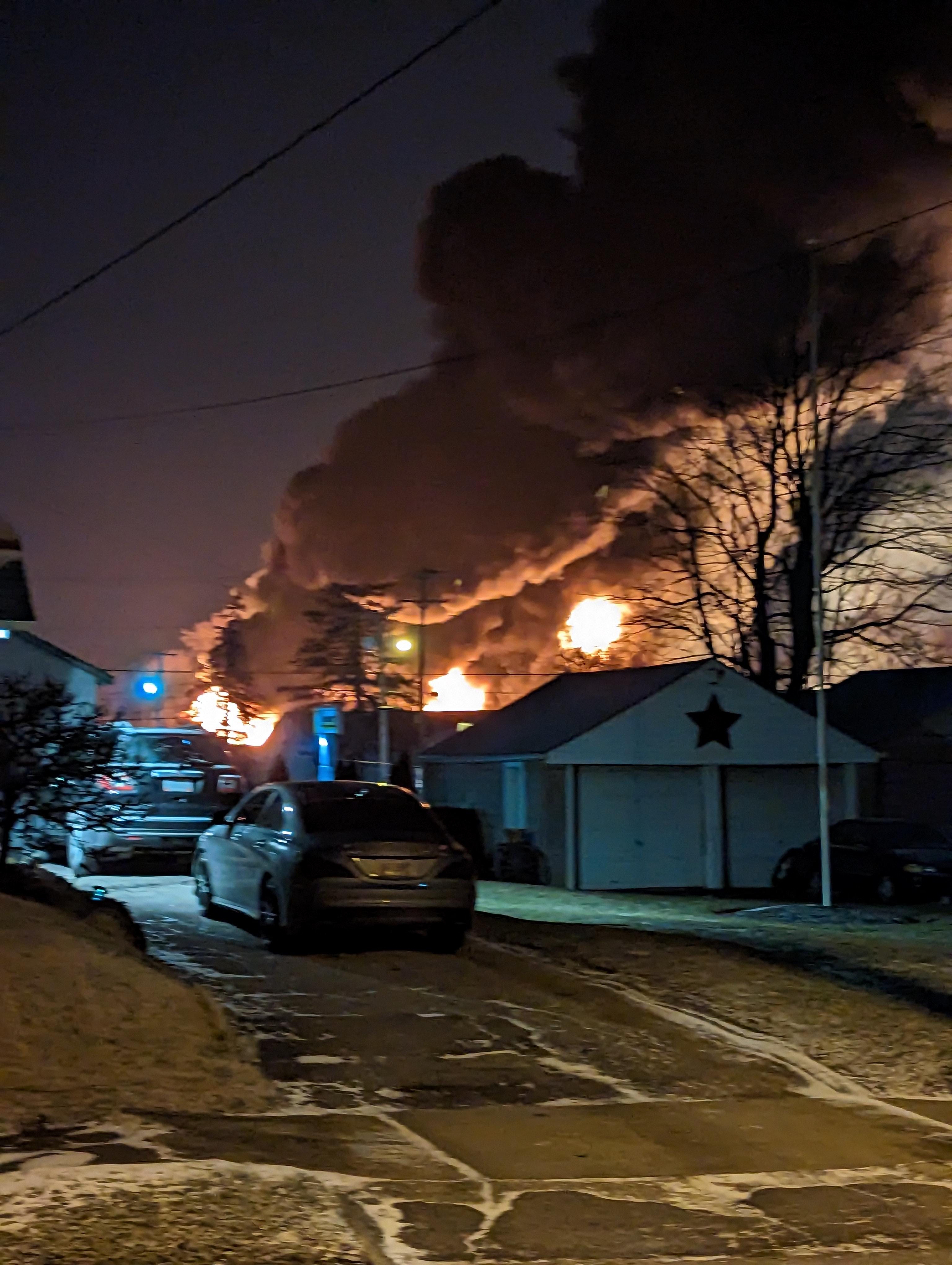
دخان من الخروج عن السكة ليل وقوع الحادث.

تم حشد ما يقرب من 70 وكالة طوارئ من أوهايو وويست فيرجينيا وبنسلفانيا استجابةً لذلك. أعلن عمدة شرق فلسطين ترينت كونواي حالة الطوارئ.
كان موظفو نورفولك الجنوبيون أول من رد في 3 فبراير. في 4 فبراير، لاحظوا انسكاب المياه في الكبريت ران وليزلي رن وقاموا بتركيب حواجز وسدود تحت الجريان لفصل الملوثات العائمة. بدأت وكالة حماية البيئة الأمريكية (EPA) في مراقبة جودة الهواء في 3 فبراير. وفقًا لوكالة حماية البيئة الأمريكية، يمكن للبشر شم رائحة أكريليت بوتيل بتركيز أقل من مستوى الفحص (حد التعرض). أوصى المعهد الوطني للسلامة والصحة المهنية (NIOSH) بحد التعرض لأكريليت بوتيل بمتوسط مرجح زمنيًا يبلغ 10 جزء في المليون (55 مجم / م 3).
في 5 فبراير، وبسبب تغير درجة الحرارة في إحدى عربات القطارات، تصاعدت المخاوف من وقوع انفجار يحتمل أن تتسبب فيه شظايا قاتلة مع استمرار اشتعال النيران. على الرغم من بقاء خمس عربات تحتوي على كلوريد الفينيل سليمة بعد الحادث، فقد تعطل صمام التنفيس في إحدى العربات. قام حاكم ولاية أوهايو مايك ديواين بتنشيط الحرس الوطني في أوهايو لمساعدة السلطات المحلية. قال ديواين، "هذه مسألة حياة أو موت." أمر حاكم ولاية بنسلفانيا جوش شابيرو بالإخلاء في مناطق مقاطعة بيفر المتاخمة للموقع. ذهب المسؤولون في كلتا الدولتين من باب إلى باب لإجلاء السكان. اشتعلت النيران من الحادث حتى 5 فبراير.
في 6 فبراير، أمر الحاكم ديواين والحاكم شابيرو بالإخلاء الإلزامي لجميع السكان في منطقة ميل واحد في ميلين. في محاولة لمنع المزيد من الانفجارات، أجرت أطقم الطوارئ الجنوبية في نورفولك عملية إطلاق محكوم وحرق لخمسة خزانات من كلوريد الفينيل في الهواء. تم استخدام شحنات صغيرة الحجم لاختراق عربات الصهريج، وتم السماح لكلوريد الفينيل بالتدفق إلى خندق، حيث تم إشعاله بواسطة مشاعل. تسبب الحرق في تكوين غيوم سوداء فوق المنطقة وأطلق الفوسجين وكلوريد الهيدروجين في الهواء. على الرغم من أن المسؤولين أفادوا بأن قراءات جودة الهواء لم تظهر أي شيء يدعو للقلق، أبلغ السكان في مقاطعتي ماهونينغ وترمبل القريبين عن وجود رائحة كيميائية في مناطقهم. نصح المسؤولون في منطقة يونغزتاون السكان بالبقاء في منازلهم. كشفت مراقبة الهواء التي أجريت في – فبراير عن زيادة في المركبات العضوية المتطايرة (VOCs) في الهواء تحت مستوى الغربلة وزيادة في الجسيمات، ربما من السخام.
في 8 فبراير، لاحظ عمال وكالة حماية البيئة الفيدرالية والولاية انسكاب الزيت على التربة وأبلغوا نورفولك الجنوبية، التي بدأت في إزالتها بشاحنة تفريغ.
تم رفع الإخلاء في 9 فبراير بعد أن ذكرت وكالة حماية البيئة الأمريكية أن الهواء داخل وخارج منطقة الإخلاء قد عاد إلى مستوياته الطبيعية. على الرغم من اكتشاف مواد سامة في موقع الانحراف عن السكة، إلا أنه لم يتم اكتشافها خارج المنطقة. ذكرت وكالة حماية البيئة في أوهايو أيضًا أن مياه الشرب (التي يتم الحصول عليها من مجاري مائية مختلفة) كانت آمنة. في تقرير اختبار من 8 فبراير، أظهرت وكالة حماية البيئة في أوهايو WKBN-TV أن كلوريد الفينيل والبنزين وبعض المركبات العضوية المكلورة والمركبات العضوية المتطايرة الأخرى لم يتم اكتشافها في الماء.

## الاهتمامات الصحية والبيئية
قالت إدارة الموارد الطبيعية في ولاية أوهايو إن التسرب الكيميائي قتل ما يقدر بنحو 3500 سمكة صغيرة عبر 7.5 ميل (12.1 كـم) من الجداول اعتبارًا من 8 فبراير أصيب العديد من الثعالب الأسيرة في ألبان باركر بالمرض خلال عطلة نهاية الأسبوع التالية، وتوفي أحدهم، والذي نسبه صاحبه إلى الخروج عن السكة الحديد. لوحظت مادة من الاصطدام في مصارف العواصف واكتشفت في عينات من سولفور ران وليزلي رن وبول كريك ونورث فورك ليتل بيفر كريك وليتل بيفر كريك ونهر أوهايو. شوهد منتج زيتي يتسرب إلى التربة ويقوم موظفو الاستجابة للطوارئ بتقييم الآثار المحتملة  عن الحياة المائية.
أعرب نيل دوناهو، أستاذ الكيمياء في جامعة كارنيغي ميلون، عن قلقه بشأن الإنتاج المحتمل للديوكسينات أثناء احتراق كلوريد الفينيل، في حين أعرب لين غولدمان، عميد معهد ميلكن للصحة العامة، عن قلقه بشأن بقايا كلوريد الفينيل. تتبدد الملوثات الغازية بسرعة في الهواء، لكن الديوكسينات تبقى ثابتة.
خسر فريق كرة السلة للفتيات في فريق بريستول بانثرز مباراة طريق رابطة مدرسة أوهايو الثانوية لألعاب القوى ضد شرق فلسطين بولدوجز، بسبب مخاوف تتعلق بالسلامة.

## دعاوى قضائية
في 8 فبراير، رفعت الشركات والمقيمون المتضررون ثلاث دعاوى جماعية ضد سكة حديد نورفولك الجنوبية. يطالب المرء الشركة بدفع تكاليف الفحوصات الطبية والعلاجات للأشخاص الذين يعيشون في حدود 30 ميل (48 كـم) نصف قطر الانحراف عن السكة الحديد. عرضت سكك حديد نورفولك الجنوبية مدفوعات 1000 دولار للسكان المحليين من أجل "تغطية التكاليف المتعلقة بالإخلاء". أعرب بعض السكان عن مخاوفهم من أن تلقي هذه المدفوعات سيحد من قدرتهم على الانضمام إلى الإجراءات القانونية المستقبلية.

## تعويض
في 4 فبراير 2023، تبرعت نورفولك ساوثرن بمبلغ 25000 دولار للصليب الأحمر لدعم جهوده في شرق فلسطين. في 14 فبراير، تعهدت الشركة بتقديم "صندوق دعم مجتمعي" بقيمة مليون دولار، بالإضافة إلى اختبارات كيميائية مجانية للهواء والماء والتربة. في 16 فبراير، تمت زيادة صندوق الدعم إلى 2.5 مليون دولار.

## اجتماع في دار البلدية
عُقد اجتماع مجلس المدينة في 15 فبراير بين السكان والمسؤولين المحليين والولائيين والفدراليين. رفض ممثلو نورفولك الجنوبية الحضور بسبب تهديد جسدي محتمل. أعرب بعض السكان عن عدم ثقتهم في الشركة والحكومة.

## ردود أفعال
أعاد خروج القطار عن مساره إشعال نقاش وطني حول ظروف العمل في الصناعة ومخاوف السلامة، مثل عدم وجود لوائح حديثة لسلامة الفرامل، تنفيذ خطوط السكك الحديدية المجدولة الدقيقة (PSR)، انخفاض عدد عمال السكك الحديدية في كل قطار، وزيادة القطار أطوال ووزن. أشار النقاد إلى أن شركات القطارات فشلت في الاستثمار في صيانة القطارات لمنع الحوادث، على الرغم من قيامها بإعادة شراء الأسهم.
أخبر حاكم ولاية أوهايو مايك ديواين (يمين) المراسلين في 14 فبراير أنه لا يرى أي مشاكل في المنطقة بعد الإفراج الخاضع للرقابة عن المواد الكيميائية وأن الرئيس جو بايدن قد عرض المساعدة الفيدرالية لكن ديواين شعر أنه لا حاجة لمزيد من المساعدة. كان هذا على عكس السناتور الأمريكي جيه دي فانس (جمهوري-أوهايو)، الذي كان قد اشتكى سابقًا لمراسلي فوكس من عدم وجود استجابة فيدرالية.
في 16 فبراير، أصدر ديواين بيانًا قال فيه بعد التحدث مع البيت الأبيض، إنه طلب المزيد من المساعدة من وزارة الصحة والخدمات الإنسانية الأمريكية، وفريق الاستجابة الصحية والطوارئ ومراكز السيطرة على الأمراض والوقاية منها. وقال ديواين أيضًا إن مكتبه قد أبلغه من قبل وكالة إدارة الطوارئ الفيدرالية (FEMA) أنه غير مؤهل للحصول على مساعدة الوكالة الفيدرالية لإدارة الطوارئ (FEMA). وقال خلال مؤتمر صحفي في 17 فبراير "على الرغم من أن الوكالة الفيدرالية لإدارة الطوارئ (FEMA) مرادفة لدعم الكوارث، إلا أنها غالبًا ما تكون متورطة في الكوارث حيث توجد أضرار جسيمة في المنازل أو الممتلكات،" مثل الأعاصير القمعية أو الفيضانات أو الأعاصير الاستوائية. قال المتحدث باسم بايدن إن الوكالة الفيدرالية لإدارة الطوارئ كانت في الواقع تدعم الوكالات الأخرى التي كانت متوافقة بشكل أفضل مع هذا النوع من الكوارث.

## أنظر أيضا
- كارثة قطار لاك مغانتيك (2013)
- الضوضاء البيضاء، فيلم 2022 تم تصويره حول شمال شرق أوهايو يغطي موضوعًا (خياليًا) مشابهًا

## روابط خارجية
- صفحة التحقيق في حادث NTSB
- مؤتمر صحفي مع حاكم ولاية أوهايو مايك ديواين والعديد من كبار المسؤولين في الولاية يشرحون ما يعرفونه عن خروج القطار الخطير عن مساره في شرق فلسطين ، 14 فبراير 2023